# Gyula Ferencné
Gyula Ferencné (született: Kathi Ilona) (Debrecen, 1949. február 8. –) magyar középiskolai tanár, politikus, országgyűlési képviselő.

## Életpályája

### Iskolái
Általános iskolai tanulmányait Bánkon végezte el, majd a debreceni Csokonai Vitéz Mihály Leánygimnáziumban érettségizett. Egyetemi tanulmányait a Kossuth Lajos Tudományegyetemen végezte el 1976-ban. 2002-ben a Debreceni Egyetemen közoktatási vezető végzettséget szerzett.

### Pályafutása
Berettyóújfalun tanított.

### Politikai pályafutása
1989 óta az MSZP tagja. 1994–1998 között és 2004–2005 között az MSZP Hajdú-Bihar megyei elnöke volt. 1994–2006 között a Hajdú-Bihar Megyei Közgyűlés tagja volt. 1998-tól az MSZP berettyóújfalui elnöke. 1998-ban és 2002-ben országgyűlési képviselőjelölt volt. 1998–2002 között a közoktatási és művelődési bizottság elnöke volt. 1998–2006 között Berettyóújfalu Város Önkormányzatának tagja volt. 2002–2006 között a Hajdú-Bihar Megyei Önkormányzat	megyei közgyűlésének alelnöke volt. 2002–2006 között a Közgyűlés elnöke volt. 2002-ben és 2006-ban polgármesterjelölt volt. 2006–2010 között országgyűlési képviselő (Berettyóújfalu) volt. 2006–2010 között az Egészségügyi bizottság tagja volt. 2007-től a magyar választmány elnöke. 2008–2010 között a Környezetvédelmi bizottság tagja volt.

## Családja
Szülei: Kathy László és Tóth Margit. 1972-ben házasságot kötött Gyula Ferenccel. Két fiuk született: Ferenc (1973) és Zoltán (1974).